# Брейди (ледник)
Брэйди (англ. Brady Glacier) — ледник на юго-востоке Аляски (США), расположенный в национальном парке Глейшер-Бей, западнее города Джуно.

## Описание
Джордж Ванкувер впервые увидел ледник в 1794 году, когда исследовал побережье Глейшер-Бей. В те времена пред его взором открылась лишь стена льда, поскольку ледник имел другой вид и спустя годы значительно отошёл от побережья вглубь материка. В 1900 году два исследователя Джон Мьюр (англ. John Muir) и Янг (англ. Young) разбили лагерь на леднике. Тогда же они заметили, что ледник расширился, покрыв снегом новые территории. Вдобавок индийцы, жители близлежащего поселения, рассказали, что лишились мест для ловли лосося, поскольку теперь они были погребены под толщей льда ледника. После открытия в 1794 году ледник упоминался, как Ледник Тейлора, современное же название было дано в честь губернатора Аляски с 1897 по 1906 годы — Джона Грина Брейди.
Ледник Брейди имеет протяжённость более тридцати девяти километров и ширину около шестнадцати километров. Он входит в состав национального парка Глейшер-Бей. Фауна является достаточно бедной, изредка поступают сведения о том, что туристы видели или слышали вой волков. Флора местности представлена в основном спахнумом, камнеломкой, кипреем, осоковыми.